# Centaurea melitensis
Pour les articles homonymes, voir Croix de Malte.
Espèce
Centaurea melitensis, la Centaurée de Malte ou Croix de Malte, est une espèce de plantes à fleurs de la famille des Asteraceae et du genre Centaurea. C'est une plante annuelle épineuse méditerranéenne, à fleurs jaunes.

## Description
C'est une plante annuelle pubescente, rude, de 20 cm à 1 m de hauteur, dressée, rameuse. Ses feuilles radicales sont lyrées-pennatifides, les caulinaires sessiles, mucronées, entières, décurrentes.
Les fleurs sont jaunes, toutes égales, glanduleuses. Les capitules sont solitaires ou agrégés, entourés de feuilles florales. L'involucre est ovoïde-globuleux, assez petit, à folioles terminées par une épine égalant leur longueur ou ne les dépassant pas, pennée-spinuleuse de la base au milieu de l'épine. Les fruits sont de petits akènes, à ombilic non barbu, plus longs que l'aigrette. La floraison se déroule en 	juin et juillet.

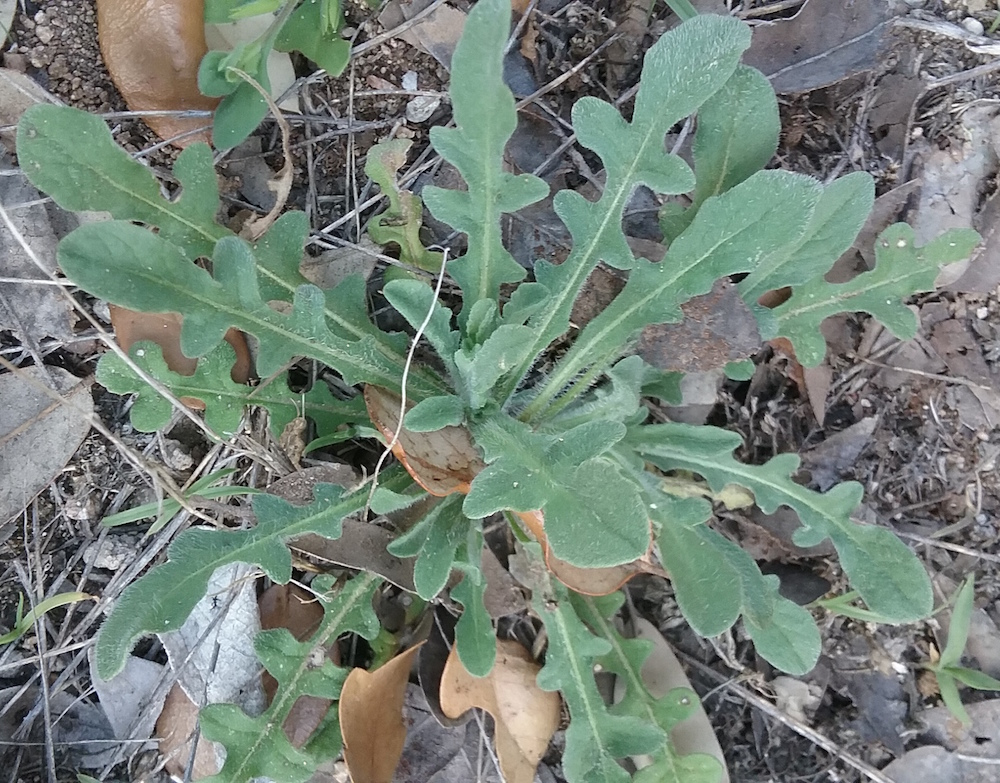
Rosette.
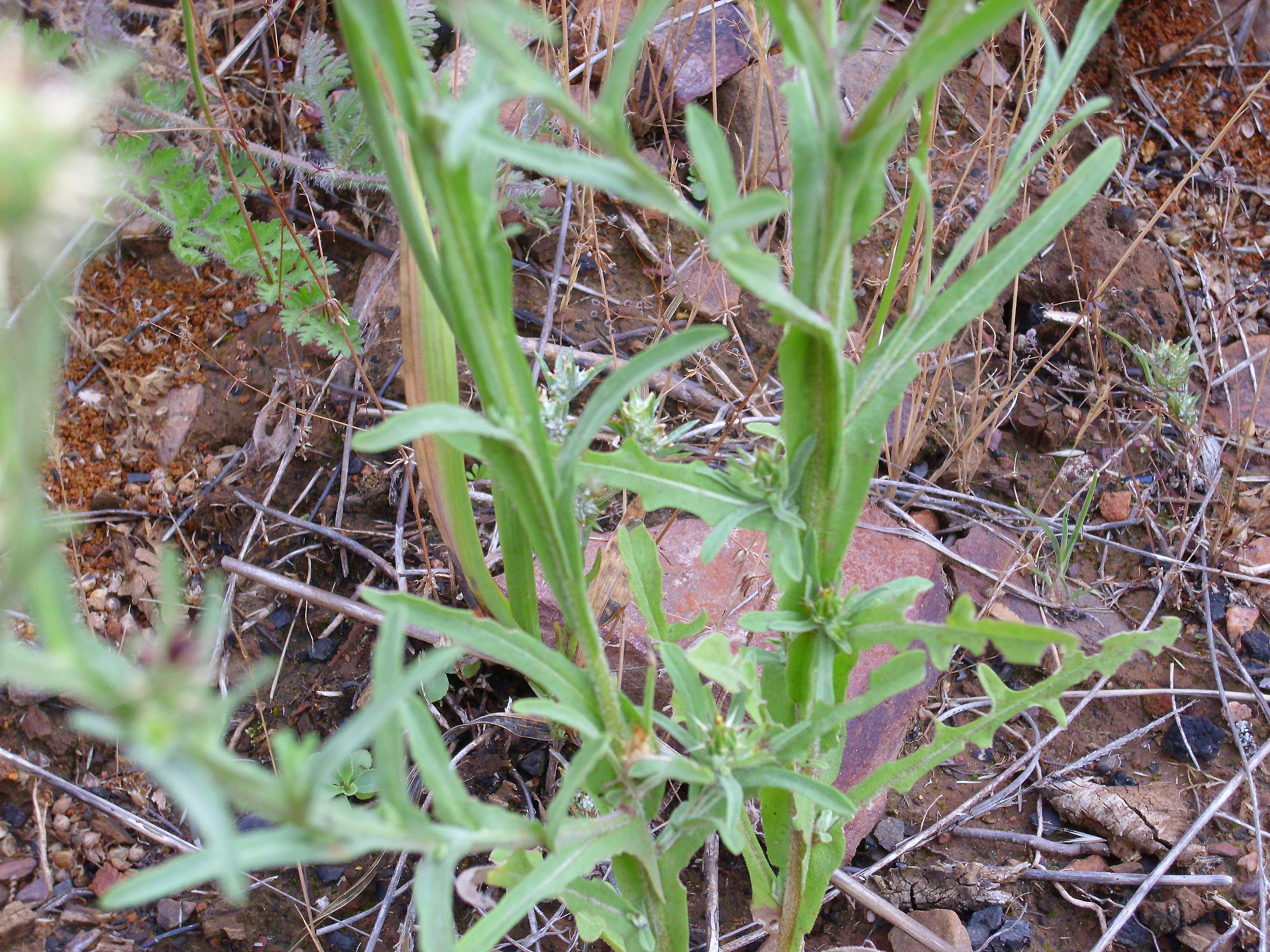
Feuilles.
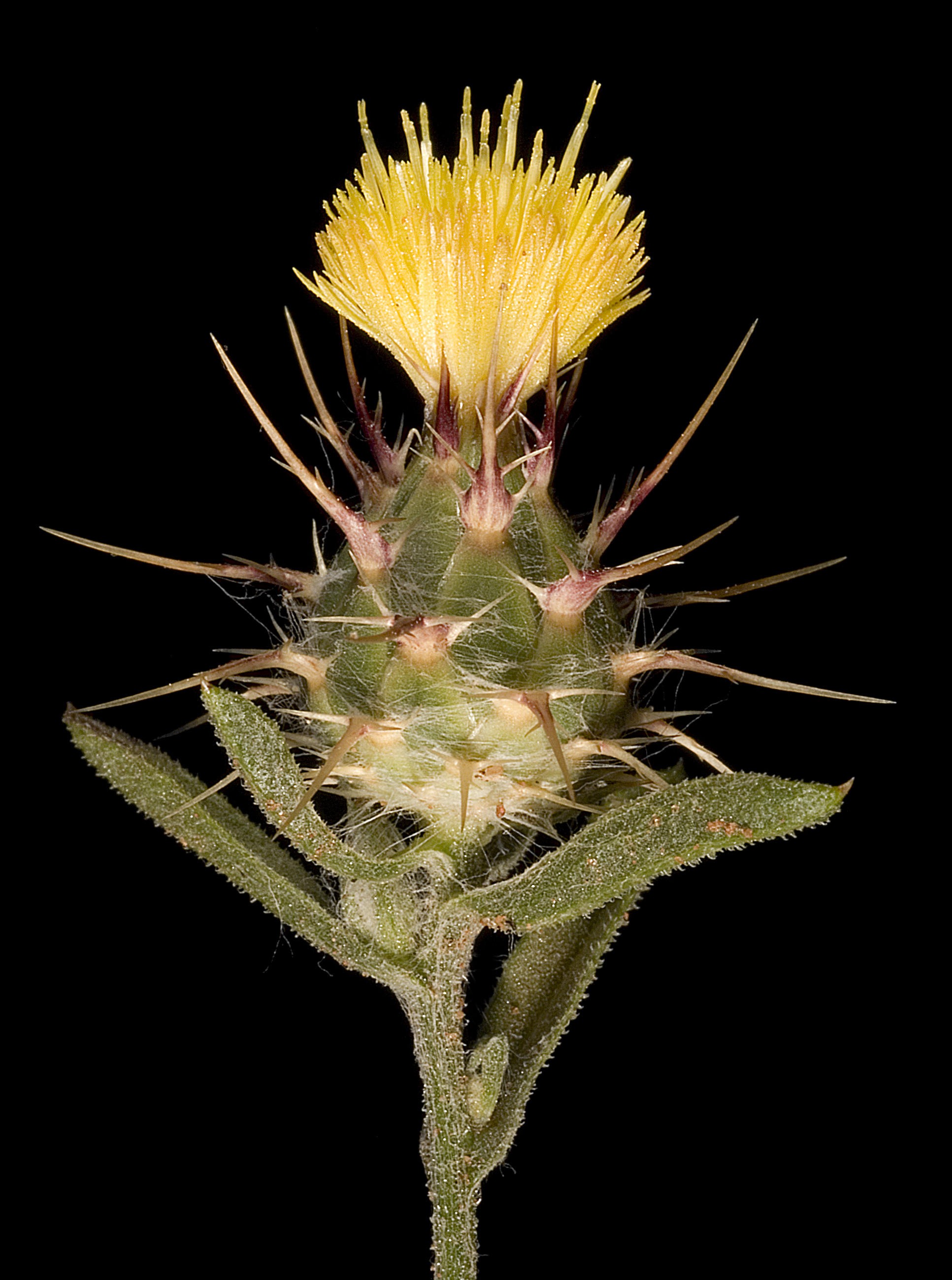
Fleur.
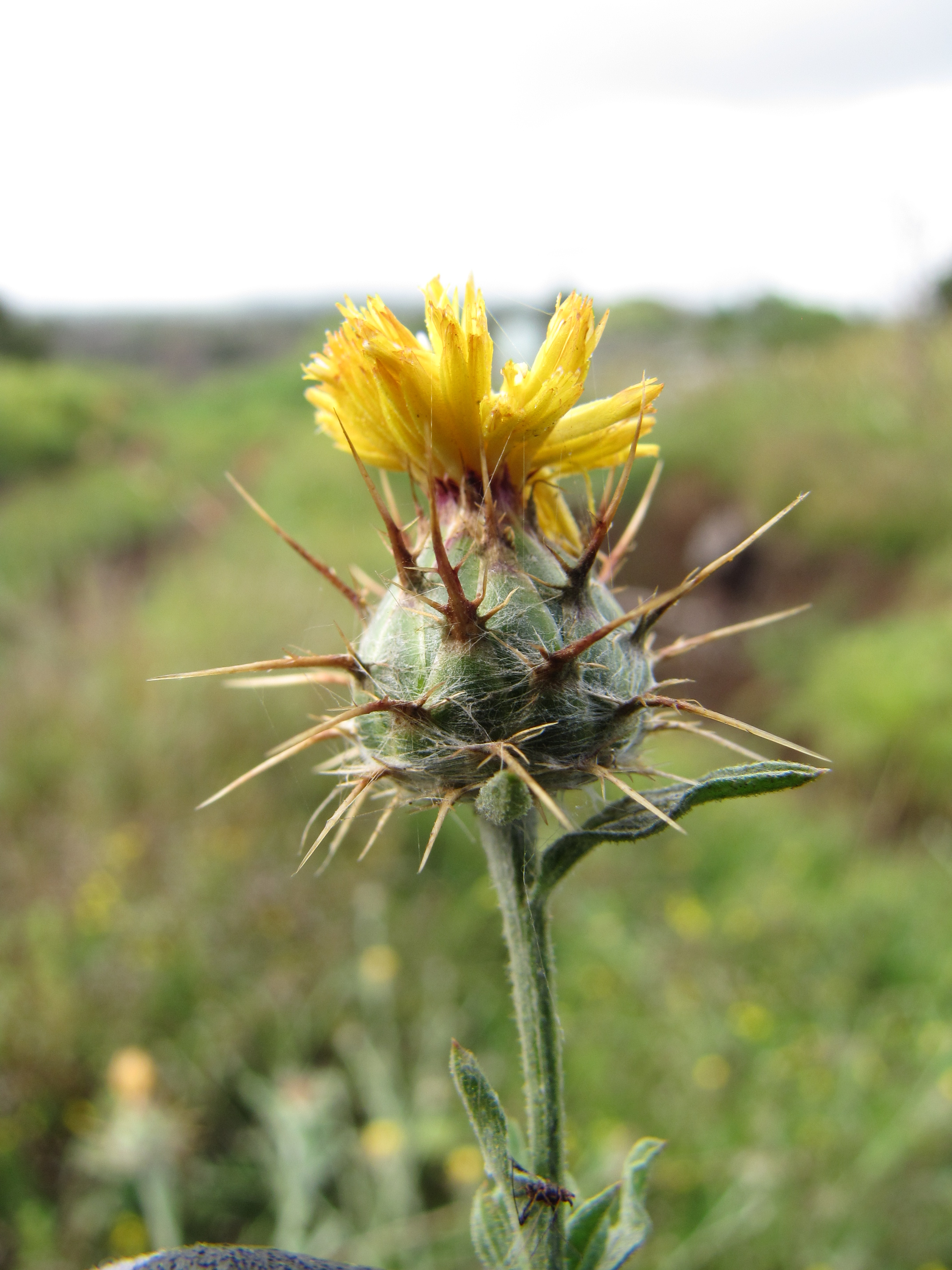
Fleur.
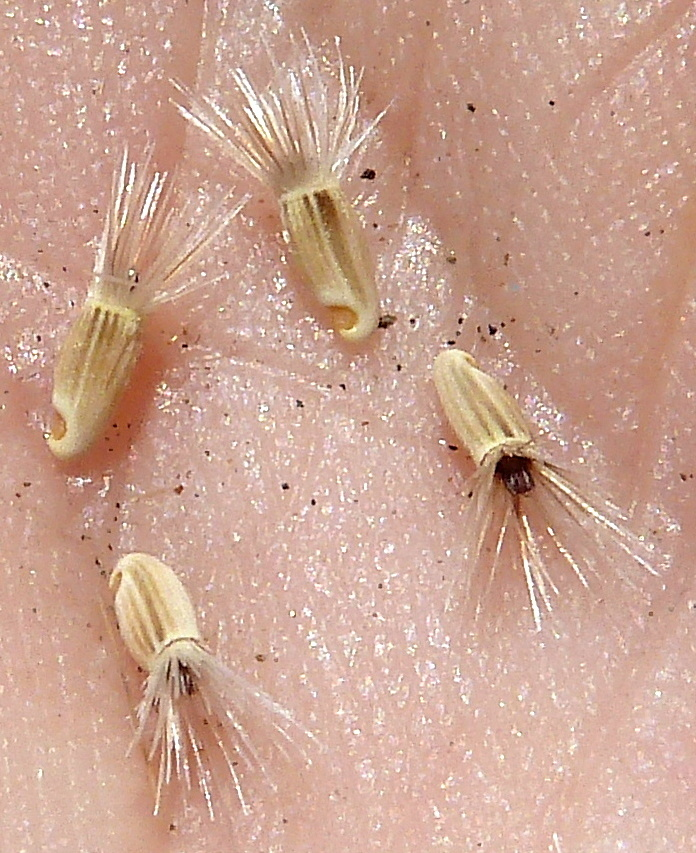
Fruits.

## Répartition
C'est une espèce endémique de la région méditerranéenne, mais elle a été introduite dans le nord de l'Europe, en Amérique du Nord et du Sud, en Afrique, en Inde et en Australie.

## Systématique
Le nom scientifique complet (avec auteur) de ce taxon est Centaurea melitensis L..
L'espèce se nomme en français « Centaurée de Malte » ou « Croix de Malte ».
Centaurea melitensis a pour synonymes :
- Calcitrapa conferta Moench
- Calcitrapa melitensis (L.) Dum.Cours., 1811
- Calcitrapa melitensis (L.) Soják
- Calcitrapa sessiliflora Lam.
- Centaurea americana Spreng.
- Centaurea apula Lam.
- Centaurea congesta Willd.
- Centaurea congesta Willd. ex DC.
- Centaurea glomerata Webb & Berthel.
- Centaurea patibilcensis DC.
- Centaurea reuteriana var. pinnatisecta Parsa, 1948
- Centaurea sessiliflora Lam.
- Cyanus melitensis (L.) Gaertn.
- Seridia melitensis (L.) Sw.
- Seridia melitensis Sweet
- Solstitiaria melitensis (L.) Hill
- Triplocentron apulum (Lam.) Cass.
- Triplocentron melitense (L.) Cass.